# Quirijn Caspers
Quirijn Wybrand Nigel Caspers (Amersfoort, 1 juni 1987) is een Nederlands hockeyer. 
Caspers begon met hockey op jonge leeftijd bij MHC Leusden en stapte daarna over naar de jeugd van Kampong waar hij met verschillende teams meerdere landskampioenschappen bij de jeugd behaalde. In 2004 debuteerde hij als nummer 9 voor Kampong Heren 1 wat een seizoen later terugkeerde in de Hoofdklasse, waaruit Kampong het jaar daarvoor was gedegradeerd. In het seizoen erna kwam hij voor het eerst met Kampong in de hoofdklasse uit. In 2007 maakte hij zijn debuut voor de Nederlandse hockeyploeg in een oefenwedstrijd tegen Zuid-Korea. In 2007 maakte hij deel uit van de selectie voor de Champions Trophy in Maleisië, waar de derde plaats werd behaald. Caspers werd bovendien verkozen tot Speler van het Toernooi op het in de zomer van 2007 gehouden 8-Landentoernooi voor spelers onder-21 in Mönchengladbach. In het seizoen 2011/2012 was Caspers aanvoerder van Kampong. Bovendien maakte Caspers deel uit van de selectie van bondscoach Paul van Ass voor de Olympische Spelen in Londen.

## Statistieken
| seizoen   | club    | land      | competitie      | goals |
| --------- | ------- | --------- | --------------- | ----- |
| 2004/2005 | Kampong | Nederland | Hoofdklasse     | 4     |
| 2005/2006 | Kampong | Nederland | Overgangsklasse | 15    |
| 2006/2007 | Kampong | Nederland | Hoofdklasse     | 6     |
| 2007/2008 | Kampong | Nederland | Hoofdklasse     | 7     |
| 2008/2009 | Kampong | Nederland | Hoofdklasse     | 9     |
| 2009/2010 | Kampong | Nederland | Hoofdklasse     | 9     |
| 2010/2011 | Kampong | Nederland | Hoofdklasse     | 13    |
| 2011/2012 | Kampong | Nederland | Hoofdklasse     | 8     |
| Totaal    |         |           |                 | 68    |